# Panda Kopanda: Amefuri Sākasu no Maki
Panda! Go, Panda! The Rainy-Day Circus (パンダコパンダ 雨ふりサーカスの巻, Panda Kopanda amefuri sākasu no maki) (Brasil: Espetáculo na Chuva ) é uma curta-metragem japonesa de animação de comédia e kodomo. Foi criado e escrito por Hayao Miyazaki e dirigido por Isao Takahata, antes da existência do Studio Ghibli. O filme foi lançado no Japão em 17 de março de 1973.
O filme é uma sequela da curta-metragem animada anterior As Aventuras de Panda e seus Amigos de 1972.

## Enredo
A avó de Mimiko ainda está ausente e a menina continua a viver com os pandas. Um circo acaba de chegar na cidade, e um pequeno tigre foge, e fica escondido na casa de Mimiko. Ela vai levar o tigre de volta, e a mãe tigre em seguida salva todos os animais do circo de uma grande enchente que atingiu a cidade.